# Liste de Marjan Šarec
La Liste de Marjan Šarec (en slovène : Lista Marjana Šarca, LMŠ) est un parti politique slovène fondé et dirigé par l'ancien journaliste et président du gouvernement Marjan Šarec.

## Histoire
Le parti est fondé le 31 mai 2014 par Marjan Šarec, maire de Kamnik à partir de 2010, pour les élections municipales de 2014. 
LMŠ émerge au niveau national lors des élections législatives de juin 2018 où il remporte treize sièges. En septembre suivant, Šarec est nommé président du gouvernement et parvient à constituer une coalition entre son parti, les Sociaux-démocrates (SD), le Parti d'Alenka Bratušek (SAB) et le Parti démocrate des retraités slovènes (DeSUS).
Le parti devient membre du Parti de l'Alliance des libéraux et des démocrates pour l'Europe en novembre 2018.
Après la démission du ministre des Finances Andrej Bertoncelj, membre de LMŠ, en opposition au projet de loi de finances, le chef du gouvernement remet alors sa propre démission le 27 janvier 2020. Un nouveau gouvernement dirigé par Janez Janša est constitué et la Liste de Marjan Šarec rejoint l'opposition. Lors des élections législatives du 24 avril 2022, le parti ne recueille que 3,72 % des voix et perd toute représentation à l'Assemblée nationale. Marjan Šarec est néanmoins nommé ministre de la Défense dans le gouvernement Golob.

### Élections législatives
| Année | %    | #     | Députés | Gouvernement                              |
| ----- | ---- | ----- | ------- | ----------------------------------------- |
| 2018  | 12,6 | 2e () | 13 / 90 | Šarec (2018-2020), opposition (2020-2022) |
| 2022  | 3,72 | 6e () | 0 / 90  | Extra-parlementaire : Golob               |

### Élections européennes
| Année | %    | #  | Députés | Groupe       |
| ----- | ---- | -- | ------- | ------------ |
| 2019  | 15,6 | 3e | 2 / 8   | Renew Europe |